# Panamerický pohár v malém fotbale
Panamerický pohár v malém fotbale se koná se od roku 2018 a pořádá ho Panamerická federace malého fotbalu (PAMF). Na zatím jediném šampionátu v Guatemale v červnu 2018 zvítězili reprezentanti Chile.

## Turnaje
| Rok  | Hostitel                        | Finále | Finále | Finále             | Zápas o     | Zápas o            | Zápas o      |
| Rok  | Hostitel                        | Vítěz  | Skóre  | Poražený finalista | Třetí místo | Skóre              | Čtvrté místo |
| ---- | ------------------------------- | ------ | ------ | ------------------ | ----------- | ------------------ | ------------ |
| 2018 | Guatemala (Ciudad de Guatemala) | Chile  | 9 – 2  | Guatemala          | Mexiko      | 2 – 2 (3 – 1) pen. | Brazílie     |
| 2026 |                                 |        |        |                    |             |                    |              |

Poznámky:
Turnaj 2021 v Las Vegas byl odložen o rok (původní termín v červnu 2020) kvůli pandemii koronaviru.

## Medailový stav podle zemí do roku 2018 (včetně)
| Pořadí | Země      | Zlato | Stříbro | Bronz | Celkem |
| 1.     | Chile     | 1     | 0       | 0     | 1      |
| 2.     | Guatemala | 0     | 1       | 0     | 1      |
| 3.     | Mexiko    | 0     | 0       | 1     | 1      |